# Real Zaragoza 2016-2017
Questa voce raccoglie le informazioni riguardanti il Real Zaragoza nelle competizioni ufficiali della stagione 2016-2017.

## Stagione
Il Real Zaragoza terminerà la stagione 2016-2017 di Segunda División in 16ª posizione in classifica.

## Rosa
| N. |                      | Ruolo | Calciatore        |
| -- | -------------------- | ----- | ----------------- |
| 1  | Spagna (bandiera)    | P     | Xabi Irureta      |
| 2  | Spagna (bandiera)    | D     | Fran Rodríguez    |
| 3  | Spagna (bandiera)    | D     | Jorge Casado      |
| 4  | Uruguay (bandiera)   | D     | Leandro Cabrera   |
| 5  | Grecia (bandiera)    | A     | Giōrgos Samaras   |
| 6  | Polonia (bandiera)   | C     | Cezary Wilk       |
| 7  | Camerun (bandiera)   | A     | Jean Marie Dongou |
| 8  | Spagna (bandiera)    | C     | Cani              |
| 9  | Spagna (bandiera)    | A     | Ángel             |
| 10 | Spagna (bandiera)    | C     | Javi Ros          |
| 11 | Spagna (bandiera)    | C     | Edu García        |
| 12 | Spagna (bandiera)    | C     | Manuel Lanzarote  |
| 13 | Argentina (bandiera) | P     | Sebastián Saja    |
| 14 | Uruguay (bandiera)   | D     | Marcelo Silva     |

| N. |                      | Ruolo | Calciatore      |
| -- | -------------------- | ----- | --------------- |
| 15 | Camerun (bandiera)   | D     | Frank Bagnack   |
| 16 | Spagna (bandiera)    | D     | Isaac Carcelén  |
| 17 | Spagna (bandiera)    | C     | Jordi Xumetra   |
| 19 | Spagna (bandiera)    | C     | José Enrique    |
| 20 | Spagna (bandiera)    | C     | Álex Barrera    |
| 21 | Spagna (bandiera)    | C     | Alberto Zapater |
| 22 | Spagna (bandiera)    | D     | Jesús Valentín  |
| 23 | Venezuela (bandiera) | D     | Rolf Feltscher  |
| 24 | Spagna (bandiera)    | C     | Edu Bedia       |
| 26 | Spagna (bandiera)    | C     | Jorge Pombo     |
| 30 | Spagna (bandiera)    | P     | Álvaro Ratón    |
| 37 | Spagna (bandiera)    | C     | Xiscu Martínez  |
| 38 | Brasile (bandiera)   | A     | Raí Nascimento  |